# Ochthoeca pulchella
Ochthoeca pulchella là một loài chim trong họ Tyrannidae.